# (36666) 2000 QA212
2000 QA212 (asteroide 36666) é um asteroide da cintura principal. Possui uma excentricidade de 0.04013450 e uma inclinação de 2.74158º.
Este asteroide foi descoberto no dia 31 de agosto de 2000 por LINEAR em Socorro.